# Монети Київської Русі

## Виникнення і розбудова монетного ринку на українських землях в період V— IXст
Після масового надходження на український грошовий ринок римських денаріїв їхнє місце певною мірою посіли візантійські монети. Економічне та політичне піднесення Візантійської імперії V — VI ст. сприяло поширенню її грошових номіналів серед сусідніх країн. Таким чином, візантійська монета солідус потрапила до нас. На українських землях візантійська золота монета отримала нову назву — «златник». Інколи знаходять цілі скарби цих монет. Рідше в Україні можна знайти мідну візантійську монету — нумію.
«Чужі» гроші потрапляли до Русі завдяки торгівлі з іншими країнами. Зокрема, і торговий шлях зі Скандинавії до Константинополя — «із варяг у греки». Певна частина монет потрапляла завдяки походам на Балканський півострів.
З розвитком торгівлі із країнами Сходу, до Русі надходили монети сасанідського Ірану. Правителі цієї держави, яка існувала у III — середині VII ст., емітували велику кількість високопробних срібних драхм вагою близько 4 г. Також карбувалися срібні (тетрадрахми, півдрахми, оболи (1/6 драхми) двооболи (1/3 драхми), золоті (1/6, 1/3, 1, 3/2, 2 денарії — динари) та мідні номінали. Один із найбільших скарбів, що складався з понад 2 тис. монет, виявлено неподалік білоруського міста Могильов.
Зазвичай, на сасанідських драхмах того часу, розташований профіль правителя та вислови побажального характеру. Наприклад, на драхмах Хосрова II Парвеза (561 — 628 рр.) читаємо лише його ім'я та вислів «Зростаюча слава». Державною релігією Ірану був маздеїзм — поклоніння вогню. Саме тому на реверсі сасанідських драхм зображено вівтар з полум'ям і напис «Вогонь Ашатира». У Ірані була така церемонія: коли цар посідав трон, вогонь запалювали, а коли правитель вмирав — гасили.
Через війни з Візантією, держава ослабла і не змогла протистояти натиску арабських завойовникам. Останній сасанідський правитель Язгард III (632 — 651 рр.) був убитий неподалік середньоазійського міста Мерв, а його держава перестала існувати.
У VIII ст. в Східній Європі та на українських землях, поширюється велика кількість арабських куфічних дірхемів. Назва цих монет походить від типу арабського письма «куфі», яке виникло в іракському місті аль-Куфа наприкінці VII ст. В цих монетах, згідно з Кораном, містилися лише написи. Монети легенди містили вислови з Корану, датування (за мусульманським літочисленням), а також місце карбування. Дещо пізніше на монетах з'явилися імена правителів — халіфів та їхніх намісників.
Завдяки своїй якості, дірхеми швидко поширилися в Арабському халіфаті: Індії, Бактрії, Іспанії, Франції та далеко за межами халіфату. У VII ст. вони вже почали з'являтися на східнослов'янському грошовому ринку.
Ахмад ібн Фадлан розповідав проте, що слов'янські жінки носили монетні намиста, що свідчило про заможність чоловіка: якщо чоловік мав статок у 10 тис. дірхемів, він дарував своїй жінці намисто в один ряд монет, 20 тис. — два ряди і т. д.
У «Книзі дорогоцінних намист» ібн Руста (близько 923 р.) описав поховальну церемонію руського купця, у могилу якого, крім одягу, їжі та зброї, поклали золоті прикраси та срібні дірхеми.
Можливо, зменшення і потім припинення надходження арабських куфічних дірхемів на землі Київської Русі було спричинене т. зв. «кризою срібла», яка почалася на Сході у X ст.

## Монетне карбування на території Київської держави у X— XI ст
Монетна гривна відома з середини XI ст. Першими виникли київські монетні гривні — ромбоподібні злитки вагою близько 164 г.
У період становлення Київської Русі на її землях поширились візантійські монети. Згодом візантійська монета стала зразком для перших монет київських князів — златників та срібників. Перші знахідки золотих та срібних монет із відкарбованим на них ім'ям Володимира Святославовича (980 — 1015) з'явилися наприкінці XVIII ст.

### Златники
Златники Володимира були одними з найперших монет київського карбування. Вони діляться на два типи. На аверсі першого типу монет вміщено напис «Владимир, а се его злато». На монетах другого типу інший напис: «Владимир на столе». У центральній частині аверсу зображення князя, зі скіпетром й хрестом. Над лівим плечем Володимира знак роду Рюриковичів — тризуб. На реверсі (реверс монет обох типів однаковий) повне ім'я Ісуса Христа та його зображення.

### Срібляники
Одночасно із златниками почалося виготовлення срібляників. Срібло у монетах не завжди було чисте, скоріше сплави. Срібляники на відміну від златників, зазнали змін: на реверсі був тризуб, на аверсі напис "Владимиръ на столе, а се его сребро ".
До срібляників Святополка подібні монети (відомі 4 типи монет) з іменем «ПЕТРОС» та зображенням апостола Петра на аверсі. На реверсі — двозуб, княжий знак Святополка, дає змогу датувати монети 1016 — 1028 р. Це підтверджується тим фактом, що Святополк при хрещенні отримав ім'я Петро.
На монетах Ярослава Мудрого вміщено погруддя св. Георгія, навколо якого напис «ЯРОСЛАВЛЕ СРЕБРО». За вартістю, срібляники відповідали ногатам південноруської монетно-вагової системи X ст.
Ще існують монети карбовані у XI ст. сином чернігівського князя Святослава Ярославича, тмутараканським князем Олегом-Михаїлом. Відомі срібні, білонні та мідні екземпляри. На їх аверсі вміщено зображення архангела Михаїла, а на реверсі — легенду «Господи, помози Михаилу».
Нумізматична спадщина Київської Русі становить майже 340 монет, відкарбованих з використанням 220 штемпелів. Діяльність монетарень Києва та Новгорода продовжувалася до кінця другого десятиліття XI ст. Сировиною для них слугували іноземні монети — арабські дірхеми та західноєвропейські денарії. Погіршення якості цих монет та зменшення їх надходження на руський грошовий ринок спричинили випуск низькопробних монет на Київській Русі. Більша частина карбованих монет йшла не на міжнародну торгівлю, а на місцевий ринок. Відтак монетні майстри виробили власний стиль монетних зображень і написів. Завдяки цьому златники та срібляники володарів Київської держави стали важливими пам'ятками її політичної та економічної історії, духовно-релігійного життя, культури, мови, письма та мистецтва.

## Виникнення та розвиток монетно-грошової системи Київської Русі

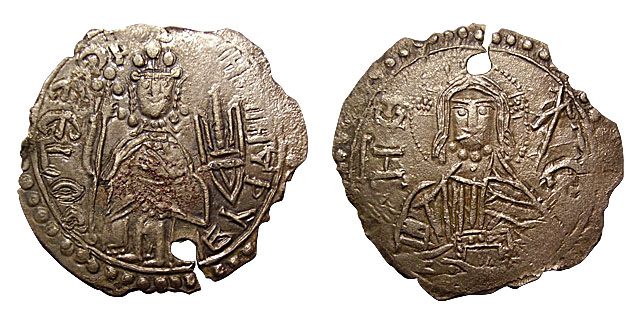
Срібляник Володимира Великого

Писемні пам'ятки руського права неодноразово згадують грошові одиниці, якими користувалося населення Русі: гривна, куна, різана, векша або вівериця. Адже в цих одиницях у статті редакції «Руської Правди» так описували вартість втрати худоби: «А за княжого коня, якщо він з плямою, 3 гривни, а за смердового 2 гривни, за кобилу 60 різан, а за вола гривну, а за корову 40 різан, а за трирічного лошака 15 кун, а за річне лоша пів гривни, а за теля 5 різан, за ягня ногата, за барана ногата». звідси:
- гривня: за річне лоша пів гривні; за вола гривню; за смердового коня 2 гривні, за княжого коня (якщо він з плямою) 3 гривні;
- куна: за трирічного лошака 15 кун,
- різана: за теля 5 різан; за корову 40 різан; за кобилу 60 різан;
- ногата: за ягня одна ногата, за барана одна ногата.

Аналіз цього та інших історико-правових документів дає змогу відтворити руську монетно-грошову систему X ст.: 1 гривна = 20 ногатам = 25 кунам = 50 різанам = 150 векшам (віверицям).
Термін «гривня» вживався для позначення вагової, грошово-вагової та грошово-лічильної одиниць Київської Русі. Термін «гривня» походить від назви прикраси — шийної гривни. За іншою версією, спочатку гривною називали голову худоби (гриву), що була еквівалентом вартості. Вперше гривна згадується у договорі Русі з Візантією IX ст.
Упродовж X ст. у процесі обігу дірхеми постійно псувалися, в результаті чого їх почали приймати за вагу, виходячи з вмісту в них чистого срібла. Саме тоді з'явився термін «ногата», який вживався для позначення високопробних диргемів (дірхемів) попереднього карбування.
З міжнародною торгівлею пов'язують виникнення ще одної одиниці — куни. Її використовували для позначення вартості шкірки куниці, що становила приблизно 8 г срібла.
Найменшою одиницею, про яку згадується у документах Київської Русі, була векша (вівериця). Різана була обрізком диргема (дірхема) або його фрагментом, вагою у 1 г.

## «Безмонетний період» в історії грошового обігу Київської Русі (кінець XI— початок XIVст.)
Через «кризу срібла» на Сході у X ст., до Русі не надходили куфічні дірхеми. Цю прогалину певною мірою заповнили західноєвропейські денарії, однак грошовий ринок південно-руських земель їх не сприйняв.
Через це у перших десятиліттях XII ст. монети замінили гривни — злитки срібла чи золота певної ваги та форми.
Найпоширенішою на території Русі була новгородська гривна-паличка, яка була дещо прогнута. Саме тому їх називають «лад'єподібними» (тобто човноподібними).
Найбільш загадковим типом руських гривень є чернігівський тип срібних зливків. Вони мають неправильну форму і виконані доволі неохайно на відміну від інших. Карбування цих гривень відбувалося періодично, залежно від потреби. Місцем їх карбування могли бути не тільки міста, а й сільські поселення.
На початку «безмонетного періоду» на руському ринку певну роль відігравали західноєвропейські денарії. Інколи вони потрапляли на Русь через торговий шлях «із варяг у греки». Прикордонні регіони Київської Русі також отримували монети від прилеглих країн.
Через завоювання Русі монголами, кількість населення держави зменшилося, торгові шляхи розпалися. Руський народ був змушений платити данину Золотій Орді, що зумовило зменшення кількості срібла в державі. Монгольські хани почали карбувати власні монети — «теньгу». Саме від татар ми отримали всім відоме російське слово — «деньги». Також випускалися зливки срібла, які мали човниковоподібний вигляд із жолобком зверху — «суми». Ці так звані «суми» вироблялися зі срібла, зібраного на руських землях. Золотоординські монети були поширені у Середньому Подніпров'ї, степових районах Русі, а також у Криму.
Тим часом, Галицько-Волинська держава, яка спромоглася зберегти незалежність, вела активну торгівлю з країнами Європи. Вона володіла значними грошовими засобами.
У першій половині XIV ст. на грошовому ринку західноукраїнських земель поширюються монети іноземного карбування. Переважно це польський денарій та празький грош. У грамоті на війтівство у м. Санок останній галицько-волинський князь Юрій II (1323 — 1340) встановив оплату за розгляд судових справ — по два денарії до княжої скарбниці і один війтові.
Поширення у XIV ст. на українському грошовому ринку іноземних монет, зумовило кінець «безмонетного періоду» грошового господарства Київської Русі.

## Сайти
- Одеський музей нумізматики [Архівовано 6 липня 2006 у Wayback Machine.]